# Cantó de Bouéni
El cantó de Bouéni és un cantó francès del departament d'ultramar de Mayotte. Abasta el municipi de Bouéni.

## Història
| Data d'elecció                           | Identitat                | Partit          | Qualitat |
| ---------------------------------------- | ------------------------ | --------------- | -------- |
| 2008-2015                                | Mirhane Ousséni          | MDM, després NC |          |
| 2015-                                    | Ahmed Attoumani Douchina |                 |          |
| les dades anteriors no són pas conegudes |                          |                 |          |
|                                          |                          |                 |          |